# Universidade Crandall
A Universidade Crandall (em inglês:   Crandall University ) é uma universidade privada batista localizada em Moncton, Nova Brunswick, Canadá. É afiliada à Canadian Baptists of Atlantic Canada (Ministérios Batistas Canadenses).

## História

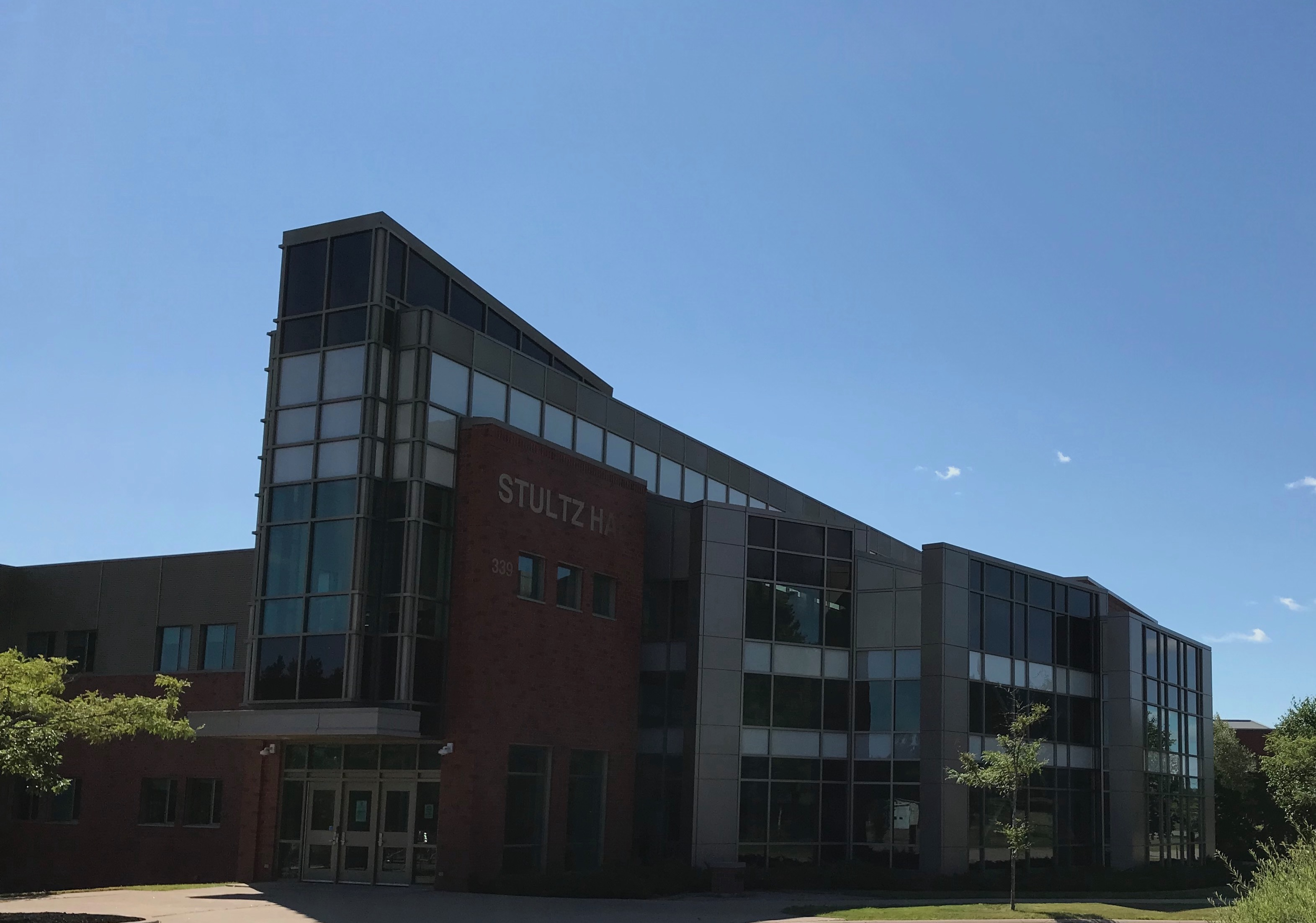
Stultz Hall.

A universidade foi fundada em 1949 como a "United Baptist Bible Training School" pelos Batistas Canadenses do Canadá Atlântico, uma união regional dos Ministérios Batistas Canadenses.  Em 1970, mudou seu nome para "Atlantic Baptist College".  Em 1996 abriu um novo campus e foi rebatizado de "Atlantic Baptist University".  Em 2009, mudou seu nome para "Universidade Crandall", em homenagem ao Pastor Joseph Crandall, o primeiro presidente da Associação Batista de New Brunswick em 1822. 

## Afiliações
A universidade é afiliada com os Ministérios Batistas Canadenses do Canadá Atlântico (Ministérios Batistas Canadenses).  Ela é membro do Conselho para Faculdades e Universidades Cristãs. 